# 萬海航運
萬海航運（英語：Wan Hai Lines, Ltd.）又稱萬海海運，是台灣一家大型跨國海運公司，旗下集團企業超過百家，包括士林紙業（臺證所：1903）、泰安產物保險、八仙樂園、晶元光電（臺證所：2448）、新加坡聯合科技等。現為臺灣第三大、全球第11大海運公司，與長榮海運、陽明海運並列為臺灣的「航運三雄」或「貨櫃三雄」 。雖然近年陸續開闢遠洋航線，但仍以經營亞洲市場線為主。

## 主要業務
主要的業務包括船舶運送、船務代理、船舶及貨櫃買賣、港口貨櫃集散場站的經營、船舶及貨櫃出租業務，這其中船舶運送占整個公司業務營收比重達九成以上。

## 歷史
1965年2月24日，萬海航運由陳勇與林柏壽等人所創立，初期以從事台灣、日本、東南亞間原木運輸為主要營業範圍。
1976年7月，鑑於國際海運有逐漸邁入貨櫃化服務之趨勢，萬海航運於民國65年7月間購置全貨櫃輪，開始台灣至日本貨櫃運輸服務，而從此樹立了萬海航運貨櫃服務的里程碑。往後數年陸續擴充船隊、船舶設備，並積極開闢新航線，在基隆港、台中港及高雄港均設有專用碼頭，目前共開闢了68條航線，84個直靠港，同時擁有87艘貨櫃輪的船隊，為遠東地區航次及服務網最密集的航運公司之一。
1999年，開闢越太平洋航線。
2008年6月，萬海航運陳家第二代三兄弟陳朝傳、陳朝亨及陳清治皆退出萬海航運董事會，陳柏廷由陳清治手上接下萬海航運董事長，正式完成家族接班。
2002年，印度子公司成立並開闢紅海航線。
2003年，即自行派船以擴大紅海航線的經營；同年於日本東京承租大井五號專用碼頭。
2004年，開闢歐洲線，航線停靠安特衛普、鹿特丹及漢堡，但目前已停駛。
2016年第二季底，公司擁有94艘營運船舶，分別為自有船72艘，租船22艘，運力達萬24.3萬TEU，Alphaliner運力排名世界第19名。在碼頭方面，至本年度第二季底為止，共擁有高雄港第63，64，79，81號碼頭、臺中港第34號碼頭，日本大井5號碼頭，此外並與長榮海運、陽明海運共同經營台北港，與韓進海運，商船三井(MOL)共營越南的蓋梅碼頭。
2023年12月19日，高雄港79，81 號碼頭櫃場興建工程，於(19)日吉時舉行動土祈福典禮。
2025年6月9日，旗下貨輪旺春輪wan hai 503在印度外海起火，依據國際海事規範執行棄船程序。

## 創始股東
- 中華航空
- 國賓飯店
- 凱基商業銀行
- 國泰世華銀行
- 美商金百利克拉克台灣分公司
- 台灣青果運輸會社
- 台鳳股份有限公司
- 味王股份有限公司
- 津津股份有限公司

## 外部連結
- 官方网站